# Río Caquetá
El río Caquetá (llamado Japurá en Brasil) es un largo río amazónico de 2820  km de longitud, que discurre por Colombia y Brasil y que drena una gran cuenca de 267 730 km². Es el más largo de los afluentes del Amazonas por su margen izquierda, seguido por el río Negro.

## Geografía

### Curso colombiano
El río Caquetá nace en el macizo Colombiano, en el páramo de Las Papas, entre el departamento del Cauca y el departamento del Huila, a unos 2,5 km del nacimiento de otro importante río colombiano que desagua en el mar Caribe, el río Magdalena. En su curso alto el Caquetá discurre en dirección sur, atravesando la parte sur del departamento del Cauca y bañando las poblaciones de Santa Rosa y Puerto Limón, próxima a Mocoa, y formando la frontera natural entre Cauca y el departamento del Putumayo. Gira luego en dirección sureste, internándose en la densa selva amazónica y siendo también frontera entre los departamentos del Putumayo y Caquetá, en un largo tramo de más de 400 km, en el que atraviesa primero las cabeceras municipales de Curillo y Solita para más adelante, cerca de la localidad de Solano, recibir al río Orteguaza. En este mismo tramo, más adelante, tras cruzar la línea Ecuatorial, recibe también el caudaloso río Caguán. 
Sigue el río en dirección cada vez más al este, formando frontera entre los departamentos del Caquetá y el Amazonas, en otro largo tramo de cerca de 500 km en el que hay numerosos rápidos y cascadas. Cerca de los cerros de Munoir forma los rápidos Araracuara y recibe a uno de sus más importantes afluentes, el río Yarí, punto a partir del que el río se adentra en el departamento amazónico y recibe a los ríos Cahuinari y Miritiparaná.

### Curso brasileño
En la frontera con Brasil confluye con el largo río Apaporis (de 1370 km junto con una de sus fuentes, el río Tunia), cerca de la localidad de La Pedrera, y luego penetra en territorio brasileño, en la Amazonia, donde es conocido con el nombre de río Japurá. En su curso bajo recibe los ríos Auati Paraná y el Mirim Pirajuana (este último a veces se considera un brazo secundario, o un brazo muerto o remanso del río).
El Caquetá-Japurá es un río «aguas blancas» que, como todos los ríos que descienden de los Andes lleva una importante carga aluvial que deposita en parte al unirse al río Solimões (Amazonas) por su margen izquierda. Es por eso que los sedimentos acumulados en las riberas han configurado una boca  
compleja que se extiende varios cientos de kilómetros. En primer lugar el Japurá recibe una larga bifurcación del propio Solimões, para después desaguar en él por una boca principal situada frente a la ciudad de Tefé. Sin embargo, un brazo secundario, el Paraná Copea prosigue su discurrir en un curso muy sinuoso hasta reunirse nuevamente al río Solimões 300 km aguas abajo. Esta confluencia múltiple (que se parece a un delta muy alargado) complica la medición de la longitud del Caquetá-Japurá que varía, según el método utilizado, de los 2200 a los 2800 km, sobre todo porque los límites entre las cuencas de otros afluentes y subafluentes del sistema amazónico son poco claros en esta área llana, inundada y pantanosa. Algunos afluentes del río Japurá nacen muy cerca del río Solimões (río Auati Paraná), y algunos afluentes del río Negro nacen cerca del Japurá (ríos Uneiuxi, Cuiuni y Unini), con conexiones y bifurcaciones entre ellos durante la época de crecidas e inundaciones.
Aunque el Caquetá/Japurá es un río caudaloso y ancho, la existencia a lo largo de su curso de numerosos rápidos ha dificultado enormemente la navegación.
Es un río con una gran riqueza faunística, entre la que se destacan peces y además reptiles.

### Principales afluentes
Los principales afluentes del Caquetá son, en dirección aguas abajo:
- en el tramo colombiano:

- río Mecaya, por la derecha;
- río Orteguaza, por la izquierda, con una longitud de 210 km y un caudal de 980 m³/s;
- río Caguán, por la izquierda, de 630 km y 1090 m³/s;
- río Yarí, por la izquierda, de 620 km y 2 360 m³/s;
- río Cahuinari,  por la derecha, de 550 km y 980 m³/s;
- río Miriti Paraná, por la izquierda, de 320 km y 570 m³/s;

- en la frontera Colombia-Brasil:

- río Apaporis, por la izquierda, muy sinuoso, con una longitud de 1370 km junto con una de sus fuentes, el río Tunia, y con un caudal de 3900 m³/s;

- en el tramo brasileño, donde se conoce ya como río Japurá:

- río Purué/Puruí, por la derecha, llegando desde Colombia, con una longitud de 370 km y 540 m³/s;
- río Juami, por la derecha;
- río Maparí, por la derecha;
- río Panapúa, por la derecha;
- río Auati Paraná;
- río Mirim Pirajuana

### Tragedia de Mocoa
El 5 de abril de 2017, en aguas del río Caquetá, fueron encontrados más de 62 cuerpos víctimas de la tragedia afectando el suministro de agua potable, al municipio de Puerto Guzmán (Putumayo) y a los municipios vecinos del departamento del Caquetá, como Solita, Curillo y Solano.